# Alseis hondurensis
Alseis hondurensis är en måreväxtart som beskrevs av Paul Carpenter Standley. Alseis hondurensis ingår i släktet Alseis och familjen måreväxter. Inga underarter finns listade i Catalogue of Life.